# Луговой (Владимирская область)
Луговой — посёлок в Петушинском районе Владимирской области России, входит в состав Нагорного сельского поселения.

## География
Посёлок расположен в 6 км на юг от города Покров и в 21 км на юго-запад от райцентра города Петушки, близ ж/д платформы Глубоково на линии Орехово-Зуево — Владимир.

## История
После Великой Отечественной войны посёлок входил в состав Глубоковского сельсовета Петушинского района, с 2005 года — в составе Нагорного сельского поселения.

## Население
| 2002 | 2010 | 2021 |
| ---- | ---- | ---- |
| 150  | ↗162 | ↗165 |